# Marmorofusus nicobaricus
Marmorofusus nicobaricus is een slakkensoort uit de familie van de Fasciolariidae. De wetenschappelijke naam van de soort werd in 1798 voor het eerst geldig gepubliceerd door Röding.